# Horst Lesser
Horst Lesser (* 1934) ist ein ehemaliger deutscher Skisportler, der im Skispringen und in der Nordischen Kombination aktiv war.

## Werdegang
Sein internationales Debüt gab Horst Lesser, der für den Verein Motor Brotterode startete, bei der Vierschanzentournee 1955/56, nachdem er bei den DDR-Jugendmeisterschaften 1954 in der Nordischen Kombination und im Skispringen den Titel gewinnen konnte. Bei der Tournee startete er in Garmisch-Partenkirchen zu seinem ersten Springen und erreichte dabei Rang 24, bevor er mit dem achten Rang auf der Zinkenschanze in Hallein erstmals unter die Top 10 sprang und damit zudem das beste Tournee-Resultat erreichte. In der Gesamtwertung belegte Lesser den 22. Platz. Im folgenden Jahr startete er bei der Vierschanzentournee 1956/57 erneut und erreichte nach drei Springen mit guten Top-20-Platzierungen den 23. Platz der Gesamtwertung.
Lesser war bis ins hohe Alter sportlich aktiv und startete bei Laufveranstaltungen in den Seniorenklassen für den TSV Zella-Mehlis. So nahm er 2003 als Läufer am Gothaer City-Lauf teil und erreichte in seiner Altersklasse M65 den fünften Rang. 2014 war er im Alter von 80 Jahren noch einmal zu Gast beim Sportfest des Vereins.

## Erfolge

### Vierschanzentournee-Platzierungen
| Saison  | Platz | Punkte |
| ------- | ----- | ------ |
| 1955/56 | 22.   | 406,5  |
| 1956/57 | 23.   | 601,0  |